# Геміпарез
Геміпарез (лат. hemiparesis) — слабкість правої чи лівої половини тіла. Існує більш виражена форма — геміплегія — параліч половини тіла. Обидва стани можуть зустрічатися при хворобах різного походження — травматичного, судинного, інфекційного, пухлинного тощо.

## Етіологія
Пошкодження, яке призводить до геміпарезу, відбувається в головному або у спинному мозку. Найбільш поширеною причиною геміпарезу і геміплегії буває інсульт, або порушення мозкового кровообігу. Інсульт може викликати різні рухові розлади, залежно від локалізації та тяжкості ураження. Геміплегія, як крайня форма геміпарезу, найчастіше виникає при ураженнях кортикоспинального тракту. Інші причини геміпарезу зокрема травми спинного мозку, черепно-мозкову травму, вроджені вади розвитку нервової системи (див. Q00 — Q07), також ДЦП.

## Клініка
Слабкість м'язів половини тіла, зниження контролю руху, клонус (серія мимовільних швидких м'язових скорочень), спастичність, підвищені сухожильні рефлекси і зниження витривалості, швидка втомлюваність м'язів половини тіла.
При ДЦП більшість пацієнтів з правосторонньою геміплегією матимуть істотні афазичні мовленнєві порушення, що має більше значення, ніж їх артикуляційні вади. Лише в окремих пацієнтів уражені всі чотири кінцівки (тетраплегія), але тоді спостерігаються важкі дисфункції верхніх кінцівок або механізму мовлення, або ж присутні обидва ці прояви. Для означення такого стану застосовується термін «подвійна геміплегія», оскільки ці прояви нагадують поєднання правої і лівої геміплегії.